# Cylindromonium lichenicola
Cylindromonium lichenicola is een korstmosparasiet behorend tot de familie Nectriaceae. Hij parasiteert op het gewoon schorsmos (Hypogymnia physodes).

## Verspreiding
In Nederland komt Cylindromonium lichenicola zeer zeldzaam voor. Het is nieuw gevonden na 2012.